# Zespół Coffina-Siris

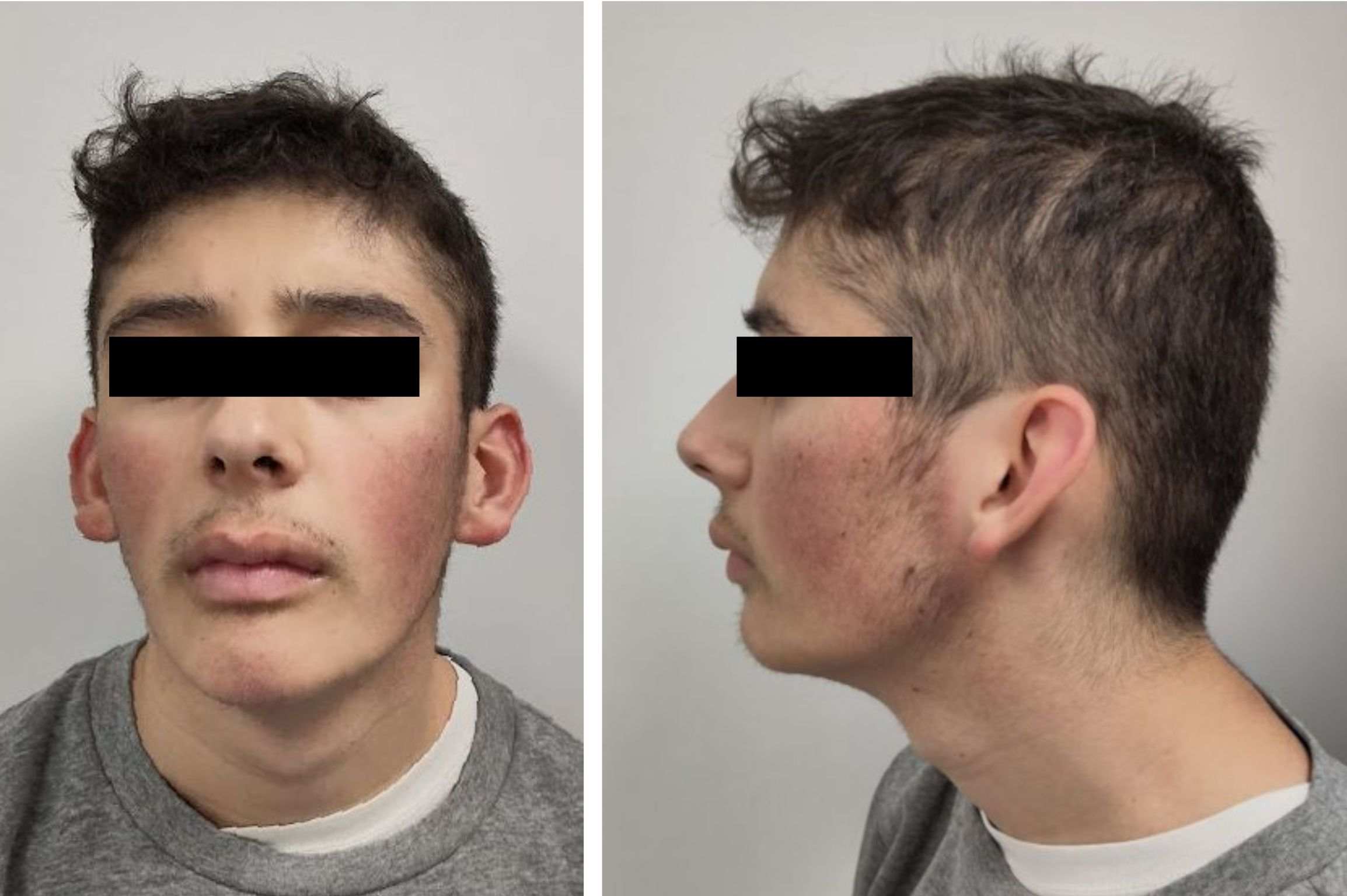

Zespół Coffina-Siris (ang. Coffin-Siris syndrome) – rzadki zespół wad, na którego fenotyp składają się cechy dysmorficzne twarzy (pogrubienie rysów), nadmierne owłosienie (hipertrichosis), aplazja lub hipoplazja paznokci i hipoplazja paliczków palców V, upośledzenie umysłowe. 
Chorobę opisali Grange S. Coffin i Evelyn Siris w 1970 roku.